# Impactación fecal
Una impactación fecal es una masa sólida e inmóvil de heces que se puede desarrollar en el recto como resultado de estreñimiento crónico. Un término relacionado es carga fecal, que se refiere a un gran volumen de heces de cualquier consistencia en el recto.

## Síntomas
Los síntomas incluyen estreñimiento crónico. Puede haber incontinencia fecal y desbordamiento de la diarrea (encopresis) como heces líquidas pasando alrededor de la obstrucción. Las complicaciones pueden incluir necrosis y úlceras del tejido rectal. Dolor abdominal e hinchazón también podrían presentarse dependiendo de la gravedad de la afección.
También puede presentarse pérdida de apetito.

## Causas
Existen muchas causas posibles; por ejemplo, la inactividad física, no comer lo suficiente (especialmente fibra), y no beber suficiente agua. Los medicamentos tales como opioides analgésicos (suboxone, metadona, codeína, oxicodona e hidrocodona) y ciertos sedantes que reducen el movimiento intestinal pueden causar materias fecales demasiado grandes, duras y/o secas para expulsarse. Enfermedades o afecciones específicas, tales como síndrome del intestino irritable, trastornos neurológicos, diabetes y enfermedades auto-inmunes como amiloidosis, enfermedad celíaca, lupus y esclerodermia pueden causar estreñimiento. El hipotiroidismo puede causar estreñimiento crónico debido a las contracciones del intestino grueso lentas, perezosas o más débiles. Los suplementos de hierro o para aumentar los niveles de calcio en la sangre son también posibles causas. Las lesiones de la médula espinal son igualmente una causa común.
La extracción manual de una impactación fecal se requiere a menudo con pacientes obesos, después de un enema de bario y en adultos mayores mal hidratados.[cita requerida]

## Prevención
La reducción de los medicamentos opiáceos (cuando sea posible, tolerable y seguro; la prescripción de los cambios de medicación debe ser realizada bajo la supervisión de un médico), y la ingesta adecuada de líquidos (agua) y fibra en la dieta diaria y ejercicio.[cita requerida]

## Tratamiento
El tratamiento requiere tanto del recurso usado para la impactación como del tratamiento para evitar futuras recurrencias. La disminución de la motilidad del colon resulta en heces secas y duras que en caso de impactación fecal se compactan en una gran masa dura que no puede ser expulsada del recto.
Varios métodos de tratamiento son utilizados para eliminar la impactación como ablandamiento de las heces, lubricación o romper en pedazos lo suficientemente pequeños para su eliminación. Los enemas y laxantes osmóticos pueden ser utilizados para ablandar las heces al aumentar el contenido de agua hasta que estén lo suficientemente suaves para ser expulsadas. Los laxantes como el citrato de magnesio trabajan en cuestión de minutos hasta ocho horas para empezar a actuar, pero aun así, pueden no ser suficiente para expulsar las heces.
Los laxantes pueden causar calambres e incluso dolor grave cuando el paciente intenta evacuar el contenido del recto bloqueado por la masa fecal. El polietilenglicol (PEG 3350) puede ser utilizado para aumentar el contenido de agua de las heces sin calambres;[cita requerida] sin embargo, ya que puede tomar de 24 a 48 horas para que surta efecto, no se adapta bien a los casos en que la impactación debe ser eliminada inmediatamente debido al riesgo de complicaciones o dolor grave. Enemas y supositorios trabajan aumentando el contenido de agua y estimulan el peristaltismo para ayudar en la expulsión, y ambos trabajan mucho más rápido que los laxantes orales.
Debido a que los enemas funcionan tras 2 a 15 minutos después de su utilización, no dan tiempo suficiente para que se ablande una masa fecal grande. Incluso si el enema tiene éxito en el desprendimiento de las heces retenidas, las heces pueden ser demasiado grandes para ser expulsadas a través del canal anal. El uso de enemas de aceite mineral puede ayudar a la lubricación de las heces para facilitar el paso. En los casos donde los enemas no eliminan la impactación, el polietilenglicol puede usarse en un intento de suavizar la masa durante 24 a 48 horas, o si el retiro inmediato de la masa es necesario, el retiro manual puede ser realizado aplicando lubricante en el ano y usando un dedo enguantado con un movimiento como de pala para romper la masa fecal. A menudo se realiza sin anestesia general, aunque la sedación puede ser utilizada. En la mayoría de los procedimientos, la anestesia general puede ser utilizada, aunque su uso aumenta el riesgo de daño en el esfínter anal. Si todos los otros tratamientos fallan, puede ser necesaria la cirugía.[cita requerida]
Los individuos que han padecido una impactación fecal tienen alto riesgo de futuras retenciones. Por lo tanto, el tratamiento preventivo debe ser iniciado en los pacientes después de la extirpación de la masa. El aumento de fibra en la dieta, aumentando el consumo de líquidos, el ejercicio diario, e intentar regularmente defecar cada mañana después de comer debe ser promovido en todos los pacientes.
A menudo, las afecciones médicas subyacentes causan impactación fecal; estas afecciones deben ser tratadas para reducir el riesgo de futuras impactaciones. Muchos tipos de medicamentos (en particular la mayoría de los opioides para el dolor, como la codeína) reducen la motilidad del colon, aumentando la probabilidad de impactación fecal. Si es posible, los medicamentos deben ser recetados que evitar el efecto secundario de estreñimiento.[cita requerida]
Dado que todos los opioides pueden causar estreñimiento, se recomienda que todo paciente que use opioides para el dolor deben tomar medicamentos para prevenir el estreñimiento. El uso diario de laxantes o enemas deben ser evitados por la mayoría de las personas, ya que puede causar la pérdida normal de la motilidad del colon. Sin embargo, para los pacientes con complicaciones crónicas, medicación diaria bajo la dirección de un médico puede ser necesaria.
Polietileneglicol 3350 puede ser tomado diariamente para ablandar las heces sin el riesgo significativo de efectos adversos, que son comunes con otros laxantes. En particular, los laxantes estimulantes no deben ser utilizados con frecuencia debido a que puede causar dependencia en la que un individuo pierde la función normal del colon y es incapaz de defecar sin tomar un laxante. El uso frecuente de laxantes osmóticos se debe evitar, dado que pueden causar el desequilibrio de electrólitos.

## Fecaloma
Un fecaloma es una forma más extrema de la retención fecal, dando a la acumulación la apariencia de un tumor.
Un fecaloma puede desarrollarse a medida que la materia fecal poco a poco se estanca y se acumula en el intestino y aumenta de volumen hasta que el intestino se deforma. Se puede presentar obstrucción crónica del tránsito de las heces, como en el megacolon y estreñimiento crónico. Algunas enfermedades, como la enfermedad de Chagas, la enfermedad de Hirschsprung y otros daños al sistema nervioso autonómico en la mucosa del colon (Auerbach plexo) pueden causar fecalomas extremadamente grandes o "gigantes", los cuales tienen que ser retirados mediante cirugía. Rara vez, un fecalito se forma alrededor de un bezoar, u otro higroscópico o núcleo desecante. Puede ser diagnosticado mediante:
- Tomografía computarizada[7]
- Radiografía Projeccional
- Ultrasonido

Fecalomas distales o sigmoides, a menudo pueden ser retirados digitalmente o por un catéter que lleva un flujo de líquido (agua u otros solventes o lubricantes). La intervención quirúrgica en forma de colectomía sigmoide,
proctocolectomía o ileostomía puede ser necesaria sólo cuando todas las medidas conservadoras de evacuación fallan. Los intentos de eliminación pueden tener graves e incluso letales efectos, como la ruptura de la pared del colon a través del catéter o un ángulo agudo del fecaloma (perforación), seguido por septicemia. Una perforación estercoral es una afección que se caracteriza por la perforación del intestino debido a la necrosis de la presión de una masa fecal o fecaloma.